# تیوولی، گرنادا
تیوولی، گرنادا (به لاتین: Tivoli) یک منطقهٔ مسکونی در گرنادا است که در Saint Patrick Parish واقع شده‌است. تیوولی ۷ متر بالاتر از سطح دریا واقع شده‌است.